# 杨小康
杨小康（1965年8月—），男，汉族，中华人民共和国政治人物，中国人民解放军少将。现任中共内蒙古自治区党委常委、内蒙古军区政治委员。